# The Court and Society Review
The Court and Society Rewiew (původně The Court and Society Journal) byl britský literární časopis, vydávaný v letech 1885–1888. Vycházel každý týden od 1. října 1885 až do 6. června 1888.
Časopis je nejznámější publikováním prací Oscara Wildea a Roberta Louise Stevensona.